# Terry Jones (pastor)
Terry Jones (Cape Girardeau, outubro de 1951) é o pastor da Dove World Outreach Center, uma pequena igreja cristã congregacional em Gainesville (Flórida). 
Ganhou a atenção nacional e internacional em 2010 ao fazer planos de queimar o Alcorão no nono aniversário dos ataques de 11 de setembro. Houve o clamor de alguns líderes mundiais e Terry Jones foi dissuadido da ideia, chegando a declarar que não faria mais tal coisa. Mesmo assim as ameaças de tal ato provocaram protestos na Ásia e Oriente Médio, com morte de pelo menos 20 pessoas.
Em 20 de março de 2011, Jones realizou um "julgamento do Alcorão" em sua igreja em Gainesville. Declarou-a culpada de "crimes contra a humanidade" e queimou o Alcorão na igreja.  Os manifestantes no norte do Afeganistão cidade de Mazar-e_Sharif  e em outros lugares atacaram a Missão de Assistência das Nações Unidas, matando pelo menos 30 pessoas e ferindo pelo menos 150 pessoas. Sete eram membros da ONU. Jones não atribui a si a responsabilidade e analistas de notícias americanos criticaram e culparam Hamid Karzai, presidente do Afeganistão, por chamar a atenção para a queima do Alcorão.
Terry Jones se autodeclarou candidato presidencial independente nas eleições dos EUA de 2012.

## Condenado à morte
Recentemente, no Tribunal Penal do Cairo, Terry Jones e outros sete cristãos Coptas foram julgados à revelia por "ofender o islã e prejudicar a união nacional do Egito". Terry Jones foi réu no processo por apoiar o filme Innocence of Muslims e por queimar exemplar do Alcorão, o que lhe rendeu a sentença de morte.